# Casey Spooner
Casey Spooner (født 2. februar 1970) er en electronica-musiker og kunstner fra USA. Casey Spooner udgjorde den ene halvdel af af electroclash-duoen, Fischerspooner.